# Georg Tronnier
Georg Tronnier (geboren als Georg Wilhelm Friedrich Nahrstedt am 20. Dezember 1873 in Gifhorn; seit Dez. 1904 laut Verfügung der „Abtheilung für Kirchen und Schulwesen in Lüneburg“ führt er den Namen Georg Tronnier; gestorben 2. Mai 1962 in Hannover) war ein deutscher Künstler der Münchener Porträtmalerei, des Jugendstils und des deutschen Impressionismus.

## Leben
Tronnier wurde als Sohn des „Conditors“ Wilhelm Gottlieb Louis Nahrstedt und der Johanne Friederike Louise Schulze in Gifhorn geboren. Nach dem frühen Tod der Mutter und der Auswanderung des Vaters nach Amerika zog er mit seiner Großmutter im Jahr 1888 nach Hamburg und besuchte dort die Gewerbeschule, an der zur gleichen Zeit Ernst Barlach ausgebildet wurde.
Nach dem Abschluss der Schule ging er im Jahr 1891 nach München, ermöglicht durch finanzielle Unterstützung seiner Tante Louise Tronnier, Frau des Celler Tierarztes Johann Heinrich Tronnier. Aus Dankbarkeit für deren Hilfe nannte er sich später ebenfalls Tronnier. In München suchte er zunächst die Zeichenschule von Heinrich Knirr auf, um im Jahr 1893 in die Malklasse des Historienmalers Wilhelm von Lindenschmit eintreten zu können.
1894 kehrte er zunächst nach Hamburg zurück, baute sich im gleichen Jahr eine eigene Existenz als Porträtmaler in Hannover auf, stark unter dem Einfluss der Münchener Wilhelm Leibl und Franz von Lenbach. Befreundet mit Hermann Löns, Richard Dehmel, August Bebel und Norbert Jacques malte er deren Porträts, Plakate für die Firmen Bahlsen und Pelikan Group, widmete sich daneben der Landschaftsmalerei, auch unter dem Einfluss der Worpsweder Maler Heinrich Vogeler, Fritz Overbeck und Udo Peters.
Er heiratete im Jahr 1904 die Hamburger Schauspielerin Lucie Matthias; im Jahr 1911 wurde die Tochter Mirjam geboren.

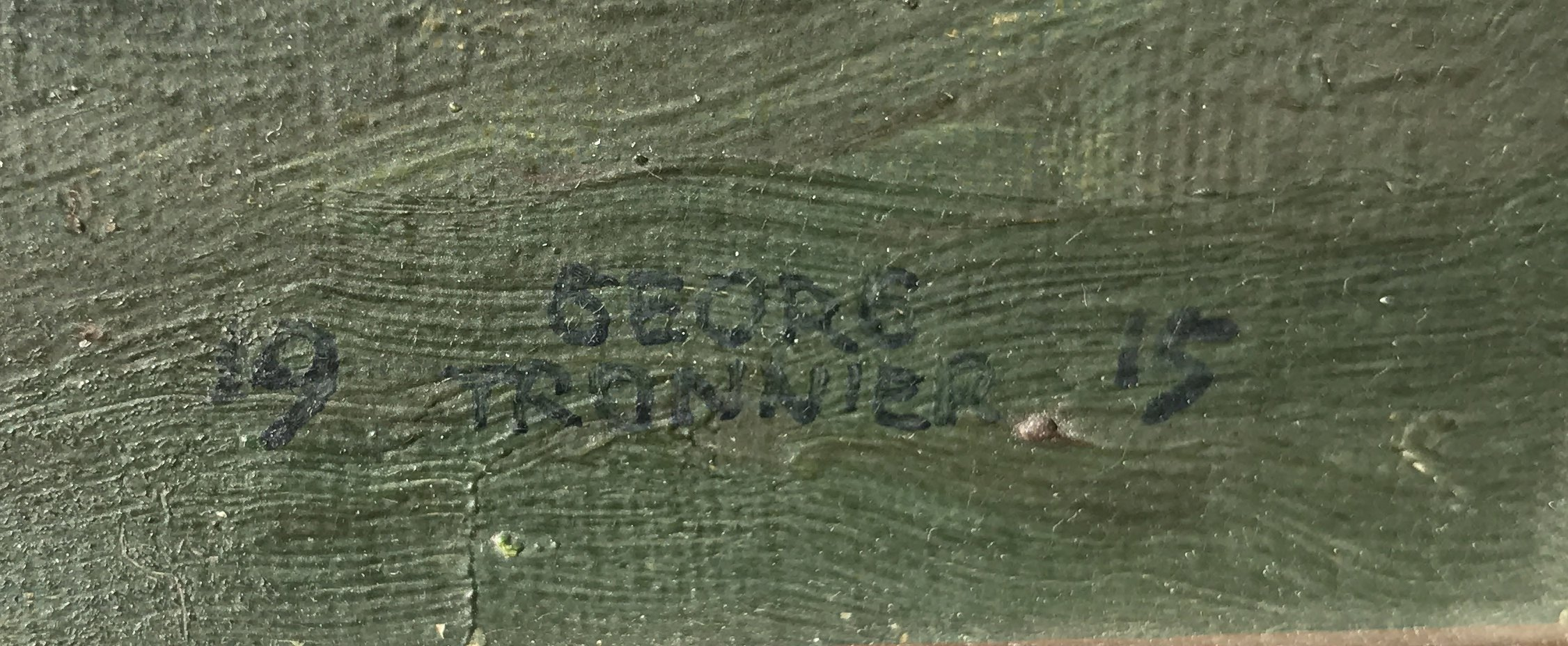
Künstlersignatur auf einem Ölgemälde Tronniers (Porträt eines Mädchens mit roter Schleife im Haar) mit der Datierung 1915

Nach der Rückkehr aus dem Krieg im Jahr 1917 veränderte sich sein Malstil, er arbeitete weniger akademisch, wurde freier, farbiger. Im Jahr 1924 trennte sich Tronnier von seiner Frau. In Hannover im Jahr 1943 ausgebombt, fand er Unterkunft in Altenhagen I. Hier malte er neben vielen Porträts von bedeutenden Personen aus Wissenschaft und Politik vor allem auch in spät-impressionistischer Manier Bilder der zerstörten Hannoveraner Altstadt. Im Jahr 1955 kehrte er nach Hannover zurück, wo er nach kurzer Krankheit im Jahr 1962 starb. Er hinterließ ein umfangreiches Œuvre.

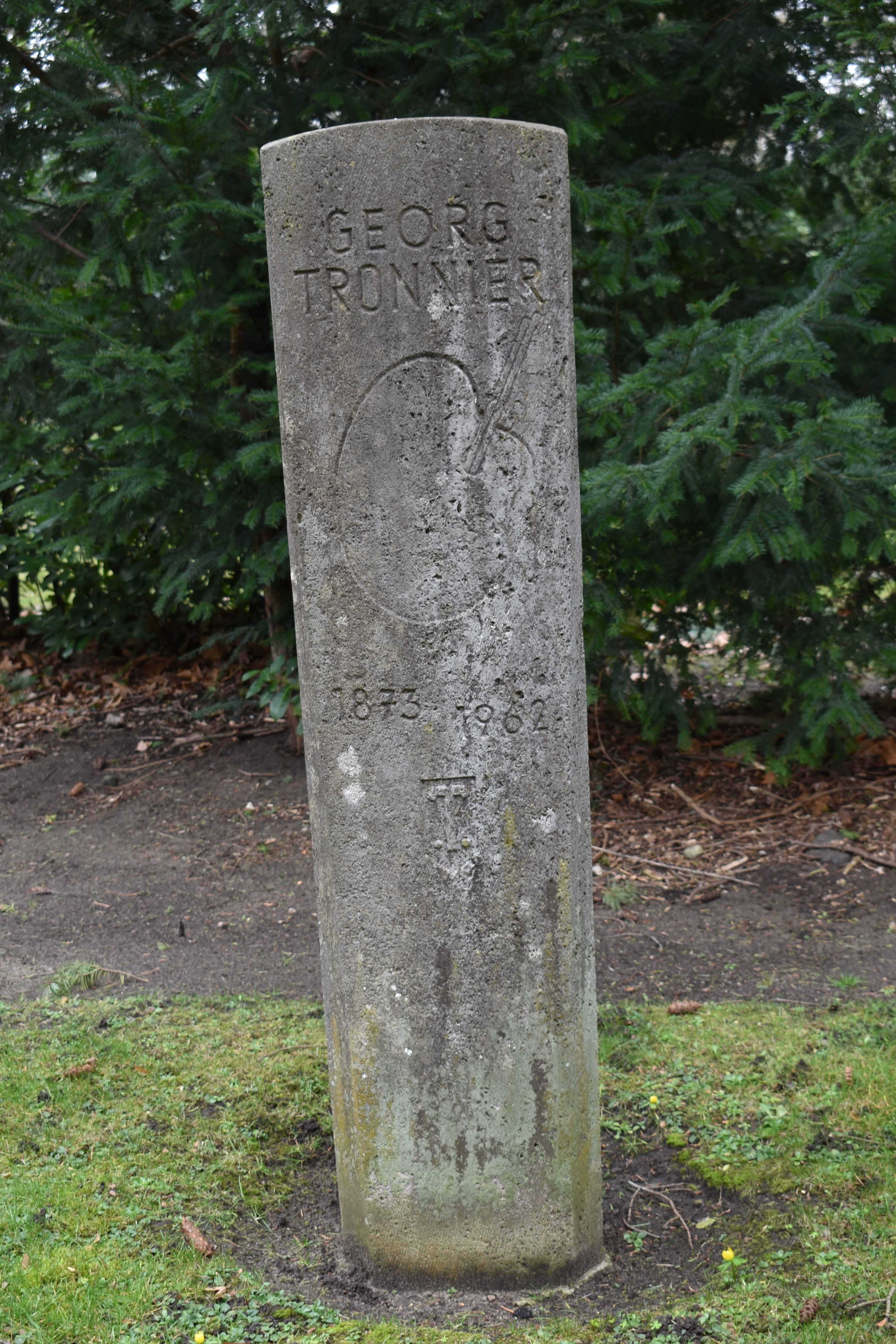
Grabmal für Georg Tronnier auf dem Stadtfriedhof Engesohde in Hannover

## Werke
- Wandmalereien im Anwaltshaus in Hameln, 1,70 × 7,20/5,25 m, 1895.
- Pelikan – Tinte, Poster, 73 × 53,3 cm, 1903[5]
- Pelikan – Tinte, Poster, 68,6 × 47,6 cm (um 1910)[6]
- Hermann Löns Porträts, Öl auf Pappe, 1896, 1900, 1927/1943[1]
- Wilderer, Öl auf Leinwand, 42 × 32 cm, 1905.
- Junge Frau in Bückeburger Tracht, Öl auf Leinwand, 150 × 110 cm, 1905[7]
- Einsames Haus (Seelhorst/Pulverschuppen), Öl auf Leinwand, 70 × 79 cm, 1908[1]
- Richard Dehmel, Öl auf Leinwand, 80 × 75 cm, 1910.
- August Bebel, Öl auf Leinwand, 93 × 74 cm, 1911[1]
- mehrere schwarz-weiß und farbige Reproduktionen von Tronniers Werken aus dem Großen Garten in Hannover sind in der Leipziger Illustrirten Zeitung mit der Nummer 3538 im 136. Band abgebildet, um 1910[8]
- Generalfeldmarschall von Hindenburg, Umschlagzeichnung,  1915[9]
- Ruhe auf der Flucht, Öl auf Malpappe, 32 × 27 cm, 1920[1]
- Selbstbildnis, Öl auf Holz, 40,7 × 35,6 cm, 1921[1]
- Fritz Stadelmann (Bearb.): Die Grossstadt im Grünen. Kunstbeilage nach Originalzeichnungen von Georg Tronnier und H. Flecke. Schmorl & v. Seefeld Nachf., Hannover 1927, DNB 361457308.
- Zementwerk Misburg, Öl auf Leinwand, 70 × 81 cm, 1929.[10]
- Steinhuder Meer, Öl auf Pappe, 30 × 40 cm, um 1936[1]
- Eilenriede Veilcheninsel, Öl auf Leinwand, 25 × 18,5 cm, (1946)[1]
- Alte Häuser am Leinearm mit Blick auf Schlossflügel, Öl auf Pappe, 36 × 29 cm, (1948)[1]
- Leinepartie am Hohen Ufer, Öl auf Pappe, 24 × 15 cm, 1951[1]
- Hannover Altstadt Potthof, Öl auf Pappe, 30 × 24 cm, 1951[1]
- Kurt Schumacher, Öl auf Malpappe, 60 × 50 cm, 1953[1]
- Hinrich Wilhelm Kopf, Öl auf Malpappe, 1961[1]